# Jüdischer Friedhof (Myslkovice)
Koordinaten: 49° 18′ 17,6″ N, 14° 45′ 6,2″ O

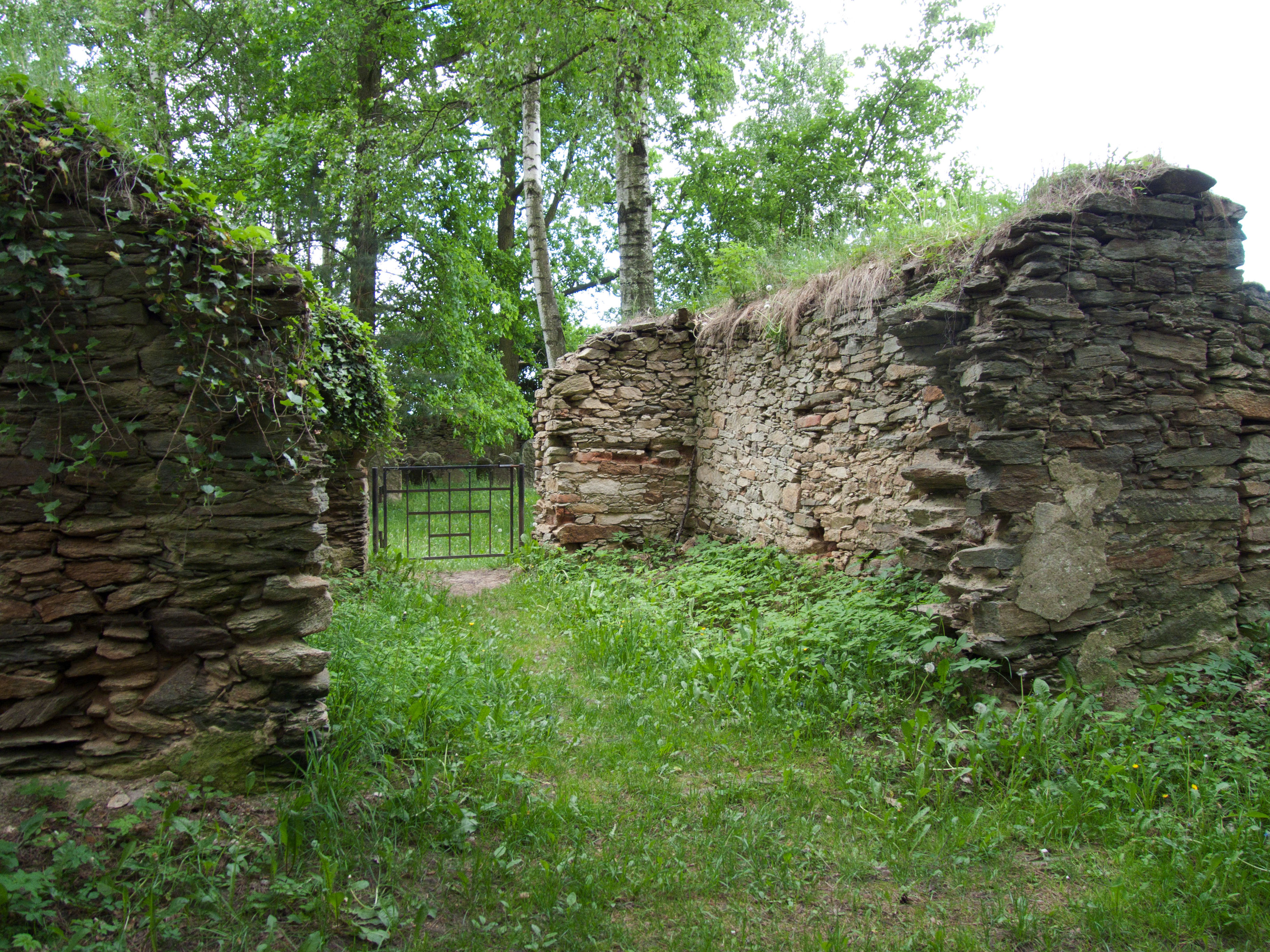
Eingang zum jüdischen Friedhof in Myslkovice

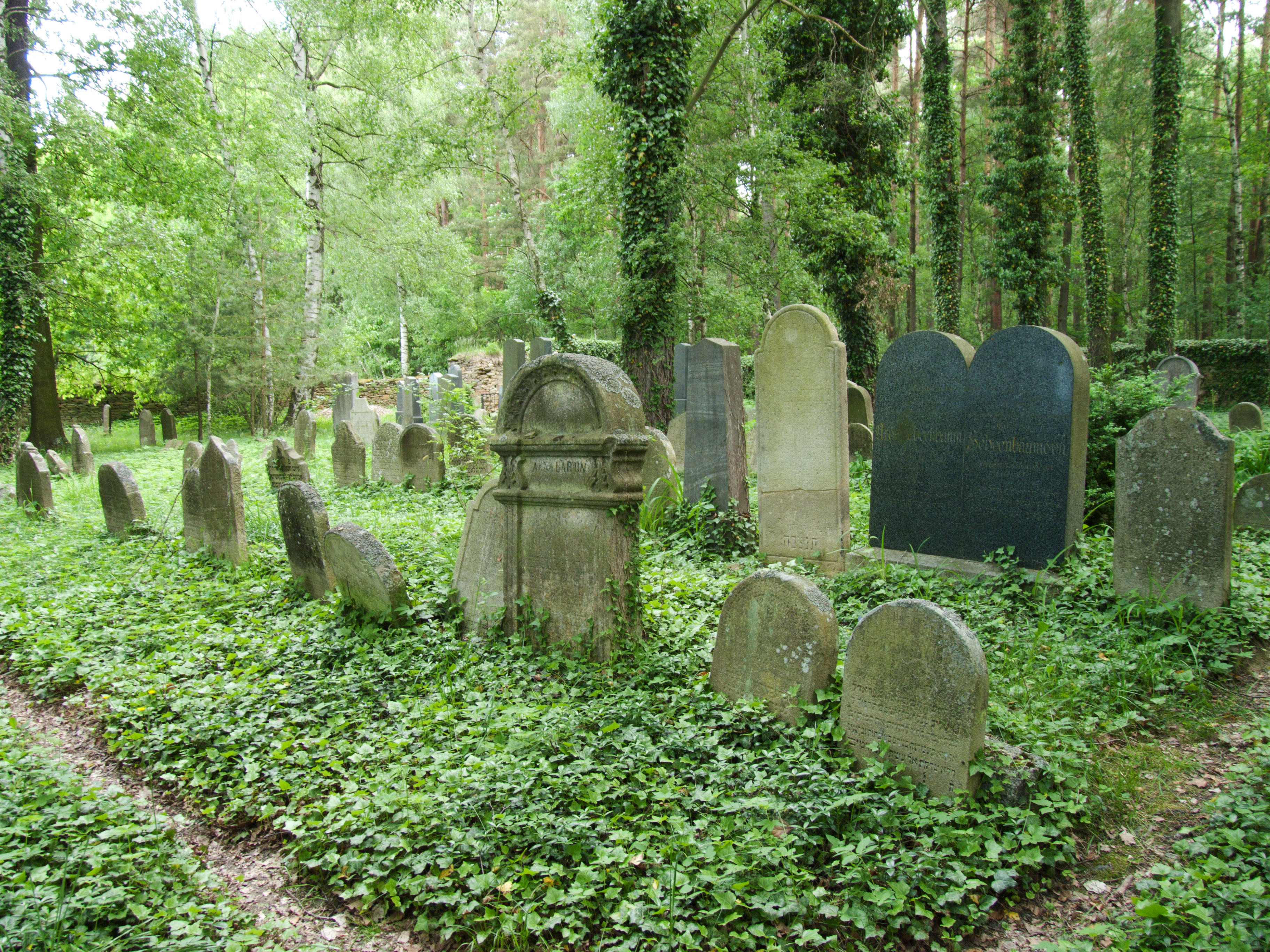
Ansicht des Friedhofs

Der Jüdische Friedhof in Myslkovice (deutsch Miskowitz), einer tschechischen Gemeinde im Okres Tábor der Südböhmischen Region, wurde vermutlich um 1770 angelegt. Der jüdische Friedhof nördlich des Ortes ist seit 1988 ein geschütztes Kulturdenkmal.
Auf dem Friedhof sind noch mehrere hundert Grabsteine (Mazewot) vorhanden.